# Karl-Alfred Jacobsson
Karl-Alfred Jacobsson (* 15. Januar 1926 in Boston, Massachusetts; † 4. März 2015 in Lövgärdet) war ein schwedischer Fußballspieler.

## Laufbahn
Jacobsson spielte zunächst bei Gårda BK, ehe er 1944 zu GAIS Göteborg wechselte. Für GAIS spielte er bis 1959 in der Allsvenskan. In 197 Spielen für den Klub gelangen ihm nicht zuletzt wegen seiner Kopfballstärke 145 Tore. 1954 wurde er mit dem Klub schwedischer Meister.
1952 bis 1954 wurde Jacobsson dreimal in Folge Torschützenkönig der Allsvenskan. Dieses Kunststück gelang sonst nur Jan Mattsson von Östers IF 1973 bis 1975.
Trotz seiner erstaunlichen Bilanz wurde Jacobsson nur sechs Mal in der schwedischen Nationalmannschaft berücksichtigt. 
Jacobssons Bruder Frank "Sanny" Jacobsson spielte ebenso für GAIS in der Allsvenskan.